# Aeroportul Seshutes
Aeroportul Seshutes (IATA: SHZ, ICAO: FXSS) este un aeroport din Lesotho ce deservește zona Seshote⁠(d).
Situat la o altitudine de 2.134 m, aeroportul dispune de o singură pistă.